# Coleșeni
Coleșeni falu Romániában, Fehér megyében. Közigazgatásilag Bucsony községhez tartozik.

## Fekvése
Bucsum-Izbita közelében fekvő település.

## Története
Coleşeni korábban Bucsum-Izbita része volt, 1956 táján vált külön, ekkor 92 lakosa volt.

## Népessége
1966-ban 99, 1977-ben 76, 1992-ben 79, 2002-ben pedig 69 román lakosa volt.